# Фавра, Тома де
Тома де Маи, маркиз де Фавра (фр. Thomas de Mahy, marquis de Favras; 26 марта 1744, шато Фавра — 19 февраля 1790, Париж) — французский дворянин и роялист.

## Биография
Участник контрреволюционного заговора, целью которого было убийство Лафайета, Байи и Неккера и бегство короля в Перонн. Душой заговора должен был быть граф Прованский. После раскрытия заговора он не подвергся преследованию, но Фавра, обвинённый в государственной измене, был повешен.

## На эшафоте
На эшафоте Фавра со связанными руками долго диктовал смертный приговор, потом внимательно его проверил и исправил три орфографические ошибки.